# Alpine Alpenglow
L'Alpine Alpenglow è un'autovettura da competizione di tipo sport prototipo costruita dalla casa automobilistica francese Alpine.
È stata presentata sotto forma di concept car (Alpine Alpenglow) al salone dell'automobile di Parigi del 2022, e di versione marciante (Alpine Alpenglow Hy4) nel corso della 6 Ore di Spa-Francorchamps 2024.
Il design della Alpenglow segue le proporzioni di un'auto della categoria Le Mans Daytona h (LMDh).

## Contesto
La Alpenglow fa parte di una serie di concept car di Alpine, tra cui la Renault Alpine A110-50, presentata nel 2012 per celebrare i 50 anni della berlinetta, poi l'Alpine Célébration e l'Alpine Vision GT, presentata nel 2015 per i 60 anni del marchio, e l'Alpine A110 E-ternité, il primo prototipo elettrico ispirato all'A110 del 2017.

## Obiettivi
Attraverso l'Alpenglow, il desiderio di Alpine è quello dare dimostrazione di come saranno i futuri modelli del marchio dal punto di vista stilistico e tecnologico . La casa di Dieppe riassume così la funzione dell'auto: “L'Alpenglow incarna il rinnovamento del marchio Alpine in termini di design e tecnologia per i suoi modelli da competizione e di produzione.” 

## Denominazione

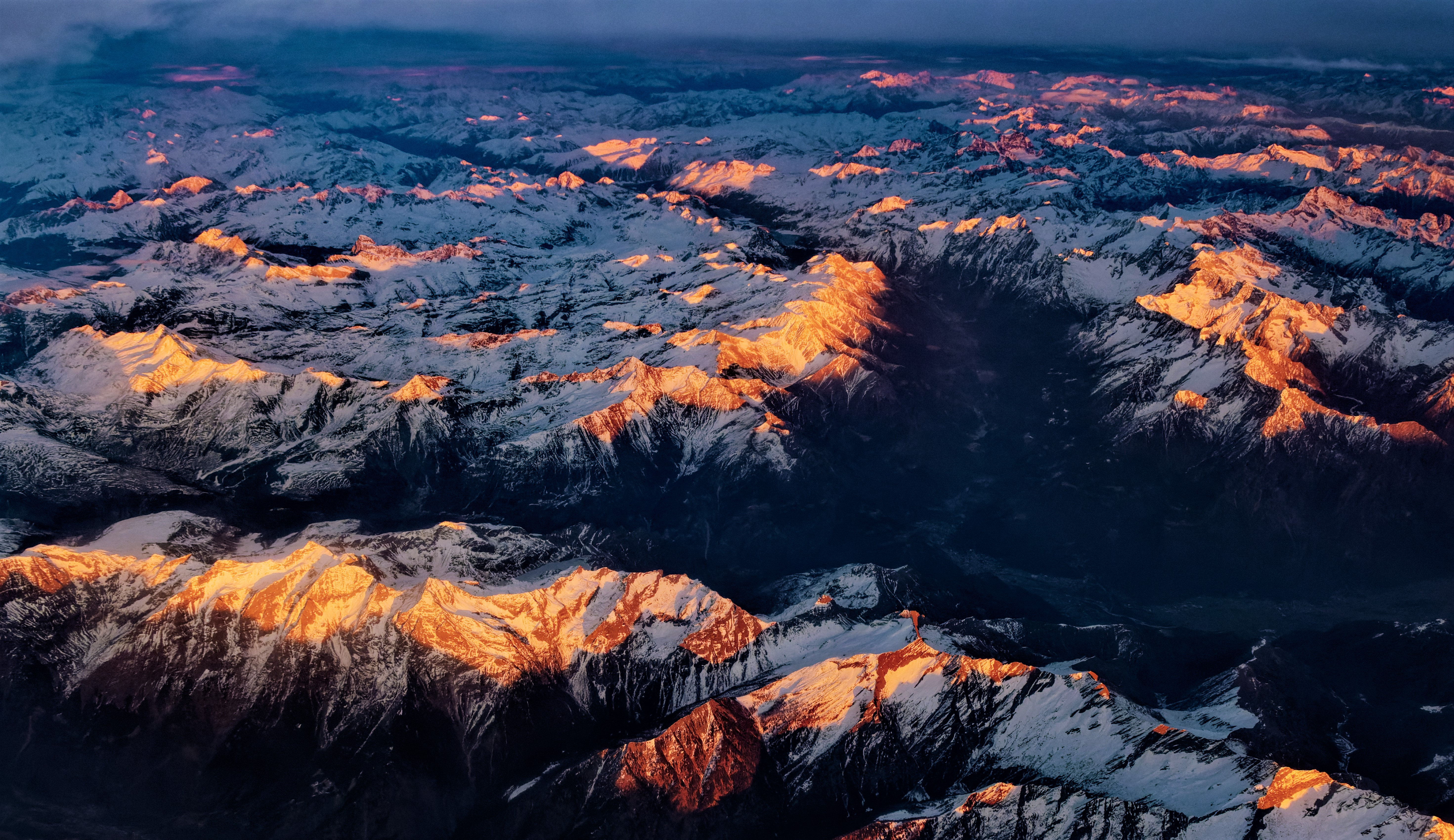
L'alpenglow sulle Alpi svizzere.

Il termine "alpenglow" (in italiano: “enrosadira") è un fenomeno ottico caratterizzato da una luce di colore rosso che si vede sulle montagne prima dell'alba e dopo il tramonto .
Alpine ha scelto di dare questo nome alla sua concept in riferimento al futuro del marchio, per "evocare i momenti magici e fiabeschi di questo fenomeno luminoso" .

## Concept car
La Alpenglow è stata annunciata per la prima volta dal produttore il 13 ottobre 2022 tramite un'immagine sul web .
Verrà poi presentata al salone di Parigi 2022, dal 17 al 23 ottobre 2022 . Si trattava solamente di un modello statico, poiché il motore non era ancora stato sviluppato .

### Esterni
La Alpenglow è un prototipo di hypercar monoposto a carrozzeria chiusa. Misura solo 1,02 m di altezza, 5,21 m di lunghezza e 2,14 m di larghezza .
Il suo design è stato realizzato da Antony Villain (direttore del design) , Raphaël Linari (capo designer) , Adrien Acquitter , Laurent Negroni, Romane Neuville (interni), Patrice Minol, Marc Poulain  e Luca Baumann (esterni).
Tutte le sue forme, in particolare il frontale a V, sono progettate per ottimizzare la penetrazione dell'aria e il flusso aerodinamico attorno alla carrozzeria. Allo stesso modo, la parte posteriore dell'auto evoca una "coda lunga"", riprendendo le forme dei prototipi Alpine. Presenta grandi ali verticali e un generoso alettone posteriore posizionato molto in basso rispetto al corpo vettura , un omaggio all'Alpine A220 della fine degli anni '60 . Una linea rossa percorre la carrozzeria per tutta la sua lunghezza ed evidenzia la posizione centrale del pilota  .
La firma luminosa, secondo il progettista, vuole essere una “reinterpretazione della classica firma a quattro gruppi ottici di Alpine", destrutturandola per apportare un tocco dinamico e spettacolare al concept  .

La livrea dell'auto è dominata dal blu che evoca l'acqua, il ghiaccio, il vapore acqueo e il vento , e dal rosso che evoca il fuoco .

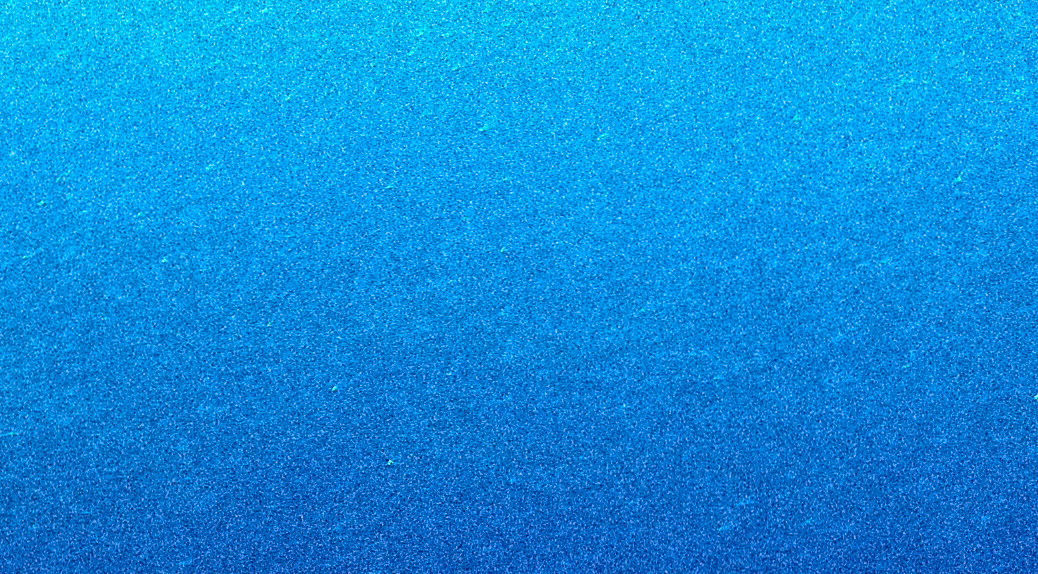
Colore del concept.

Con questa vettura è stata svelata una nuova tonalità di blu :
"La nuova sfumatura di blu sulla carrozzeria del concept car Alpenglow deriva dal blu Alpine. Questo blu è più luminoso, più profondo e possiede una lucentezza madreperlata molto fine che crea effetti liquidi, colori cangianti e ombre simili alla superficie di un lago o di un oceano, aggiungendo un volume sorprendente e affascinante."
Alpine specifica che il rosso sul frontale evoca una "cometa che entra nell'atmosfera terrestre". Quattro triangoli luminosi simboleggiano una "pioggia di stelle" e la sfumatura blu dei fari posteriori segnala l'utilizzo dell’idrogeno puro come combustibile.
Il cockpit blu lascia intravedere la sagoma del pilota, posta tra i due serbatoi di idrogeno . Molti elementi danno un'impressione di trasparenza e leggerezza all'Alpine Alpenglow Concept , compreso il cofano motore  o le ruote che ricordano i fiocchi di neve  :
(Guillaume Alvarez)
All’interno e all’esterno Alpenglow c’è la bandiera francese  . Alpine inoltre invertì volutamente le luci del suo prototipo, posizionando le luci rosse davanti e quelle bianche dietro per richiamare il fenomeno dell’alpenglow .

### Materiali
Sulla Alpenglow è stata utilizzata fibra di carbonio per garantire la leggerezza della vettura.
I progettisti hanno utilizzato anche carbonio stampato, proveniente da canali di riciclaggio, per le parti strutturali  .

### Interni
Il volante è quello tipico di un prototipo della categoria LMP1 , al suo interno è inserita una chiave a forma di prisma per effettuare l'avviamento .
È dotato di palette trasparenti e retroilluminate; come sulle vetture di Formula 1, è dotato di selettori con diverse funzioni: controllo della trazione (TC), frenata rigenerativa (RB) e persino un pulsante push-to-pass (OV) .

### Motorizzazione
La Alpenglow è progettata per montare un motore a combustione interna V8 alimentato a idrogeno . Questa tecnologia consente il rilascio di sola acqua ed evita l'emissione di anidride carbonica. Ha due serbatoi di idrogeno polimerici da 700 bar che fungono da “pontoni" attorno al pilota e alimentano il motore .

### Galleria d'immagini

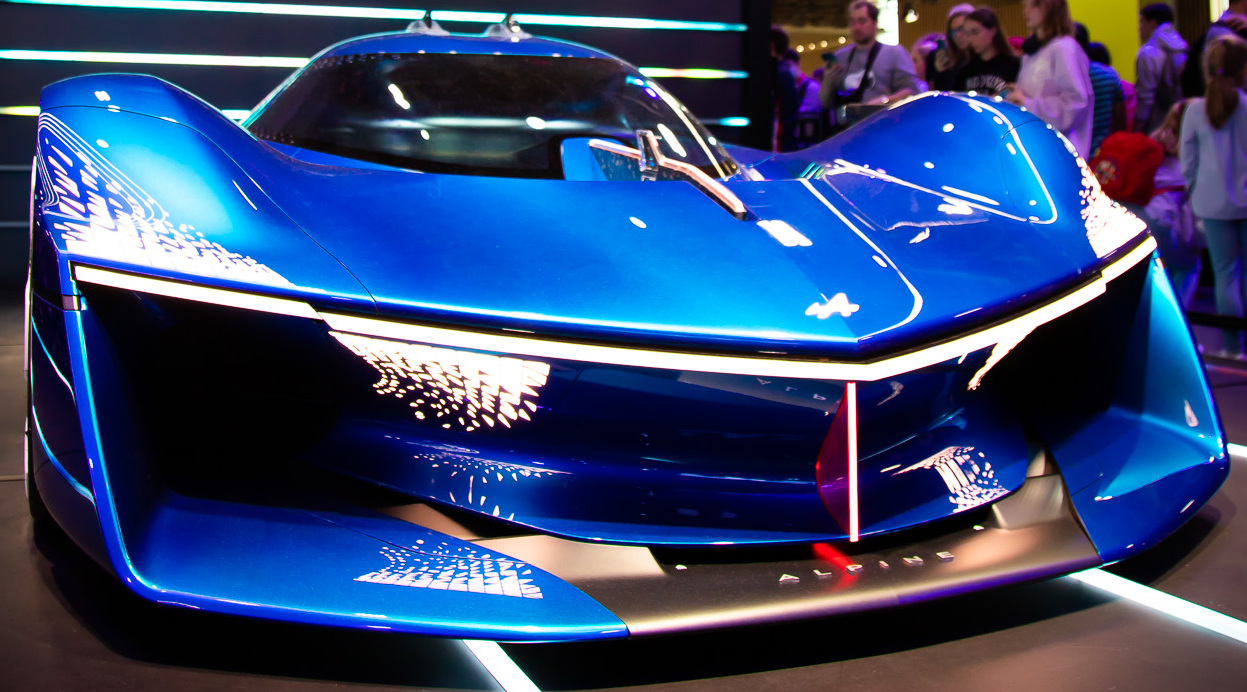
Vista frontale
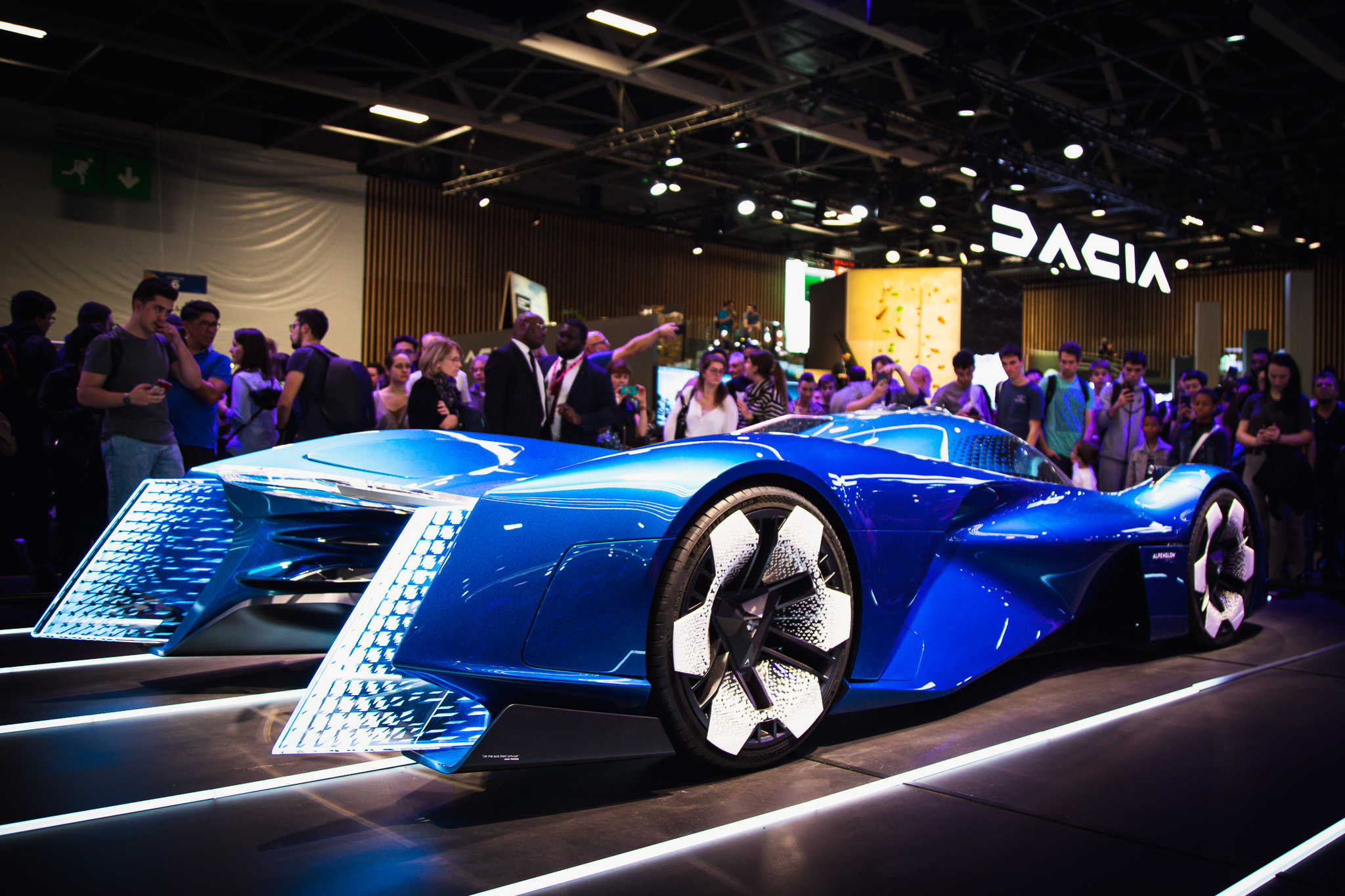
Vista posteriore
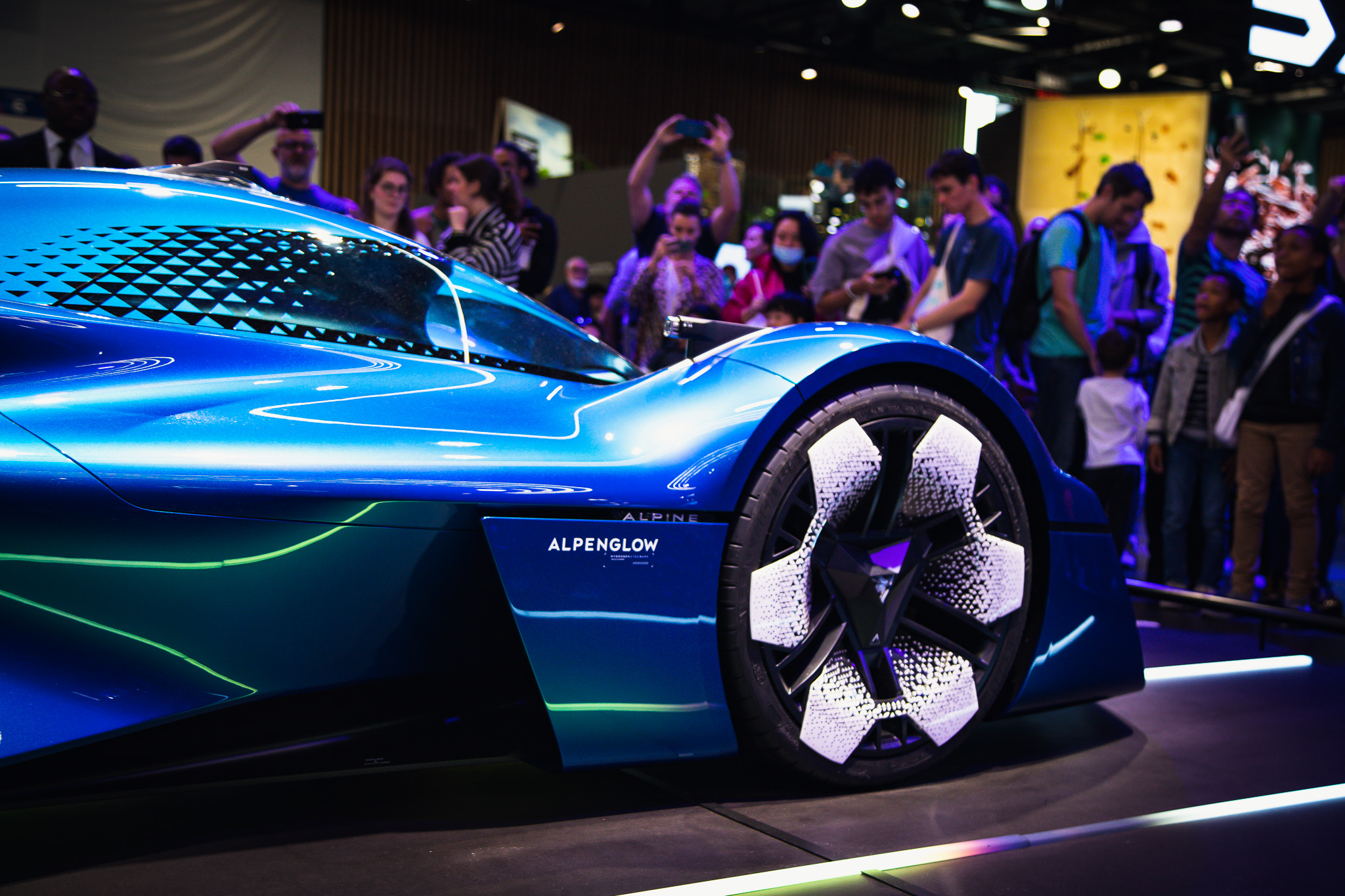
Dettaglio della ruota

## Alpenglow Hy4

### Presentazione
La prima versione marciante della Alpenglow, chiamata "Hy4", è stata presentata durante la 6 Ore di Spa-Francorchamps, il 10 maggio 2024.
L'Hy4 avrebbe dovuto completare i giri dimostrativi sabato 11 sul circuito di Spa-Francorchamps prima della gara di endurance belga di 6 ore, ma non è riuscita a partire durante la fascia oraria assegnatale, a causa di un problema tecnico .
È leggermente più corta e larga dell'Alpenglow (concept car) presentata nel 2022 a Parigi: misura 5100 mm di lunghezza, 2150 mm di larghezza e 1100 mm di altezza. Può ospitare un pilota e il suo passeggero .
Alpine l'ha descritta come un "laboratorio su ruote con l'aspetto di un'auto da corsa".

### Design
L'Alpenglow Hy4 è una hypercar a due posti a carrozzeria chiusa costruita su un telaio LMP3 fornito da Ligier .
Le forme principali della concept car sono state mantenute, ma il design completo dell'auto è stato rielaborato da Marc Poulain (ex designer Ferrari). Ad essere migliorato è soprattutto il design del frontale: la parte inferiore è stata aggiornata. In effetti, il suo design è più arioso e consente l'installazione di due radiatori su ciascuna estremità dell'auto . È stata invece mantenuta la firma luminosa a quattro gruppi. Un bordo rosso attraversa il centro del cofano e termina a forma di triangolo sulla plancia. Quest’ultimo è soprannominato “la balestra" dal team di progettazione Alpine, poiché si manifesta come una linea di vista, dall'interno dell'abitacolo dell'auto .
Sono stati aggiunti altri dettagli, come una presa d'aria a livello del tetto per favorire il raffreddamento del motore, un diffusore posteriore e le prese d'aria, ora visibili sulle alette verticali. Questi sono posizionati accanto alle luci posteriori in modo che il vapore acqueo che ne esce venga illuminato.
Rispetto alla concept car, la Hy4 ha i cerchi ridisegnati.

### Motorizzazione
La vettura è dotata di un motore a idrogeno gassoso a 4 cilindri in linea turbocompresso da 2.0 litri che sviluppa 340 cv (250 kW) , sviluppato da Oreca , facendole raggiungere una velocità massima di 270 km/h . Questo motore è solo una versione intermedia, essendo un adattamento di un motore a benzina convenzionale, e non un gruppo progettato fin dall'inizio come motore a idrogeno  . L'auto è dotata di cambio sequenziale X-Trac  .
Il diidrogeno viene iniettato a 40 bar nei cilindri del motore, con un rapporto di pressione di 70:1 . Dispone di tre serbatoi di idrogeno, ciascuno da 55 litri, che gli conferiscono un'autonomia di 100 km su circuito. Dispone di sensori ad attivazione continua, ma anche di un sistema di prevenzione che, in caso di guasto, avvisa il pilota di perdite dalle valvole di espulsione del carburante, tramite codici colore sul cruscotto  .

### Annotazioni
1. ↑  Tipo di carrozzeria con la parte posteriore allungata.
2. ↑  Una nuova versione del colore «Bleu Alpine» (codice: 488/91).

### Fonti
1. 1 2   Christophe Bonnaud, Alpine 'Alpenglow': the ultimate manifesto, su lignesauto.fr, 13 ottobre 2023. URL consultato il 13 luglio 2023.
2. 1 2   ALPINE ALPENGLOW, THE SPIRIT OF THE ALPS, su Auto Design Magazine, 8 gennaio 2023. URL consultato il 13 luglio 2023.
3. ↑   Luca Baumann, A L P I N E A L P E N G L O W, su instagram.com, 19 ottobre 2022. Ospitato su Instagram.
4. 1 2 3 4 5 6 7 8   Guillaume Alvarez, Alpine Alpenglow : un concept-car et un futur qui carburent à l'hydrogène !, su autojournal.fr.
5. ↑   [En images] Alpine esquisse son futur avec le concept-car Alpenglow, su L'Usine nouvelle.
6. ↑   Nicolas Morlet, Une compacte, un SUV, un coupé : Alpine dévoile son "dream garage" électrique, su dhnet.be.
7. ↑   Alpine Alpenglow, rendez-vous le 13 octobre 2022, su media.alpinecars.com.
8. ↑   Pierre Henri Brautot, Alpine Alpenglow, concept hypercar hydrogène, su automotivpress.fr.
9. 1 2 3   Manuel Cailliot, Paul Pellerin, Alpenglow : la surprise Alpine - Vidéo en direct du Mondial de l'auto, su caradisiac.com.
10. ↑   Alpine Alpenglow Concept Debuts With Hydrogen Power, Shows Future Design Language, su Carscoops.
11. ↑   Mondial Auto Paris 2022. Le stand Alpine en photos, su largus.fr, octobre 2022.
12. ↑   Vincent Fleurette, Alpenglow, un nouveau concept-car Alpine révélé le 13 octobre à 9h, su lesalpinistes.com.
13. ↑   Dimitri Charitsis, Alpine Alpenglow : le concept du futur dopé à l'hydrogène, su 01net.
14. ↑   Etienne Roville, Oreca développe le premier moteur thermique français carburant à l’hydrogène, su largus.fr, décembre 2022.
15. 1 2 3   Quentin Guéroult, Alpine Alpenglow (2022) : La nouvelle sportive futuriste embarque un moteur à hydrogène, su autonews.fr.
16. 1 2 3 4   Alpine Alpenglow. L'hypercar expliquée par le directeur du design, su largus.fr.
17. 1 2   lignesauto.fr,  https://lignesauto.fr/?p=26317.
18. 1 2   autodesignmagazine.com,  https://autodesignmagazine.com/en/2023/01/alpine-alpenglow-lo-spirito-delle-alpi/.
19. ↑   Quentin Guéroult, Alpine Alpenglow (2022) : La nouvelle sportive Futuriste embarque un moteur à hydrogène, su autonews.fr.
20. ↑   Loïc Ferrière, Alpine Alpenglow Concept (2022), su planeterenault.com.
21. ↑   Alpenglow, il futuro di Alpine al Mondial de l'Automobile, su electricmotornews.com.
22. ↑   Florentina Deca, Mondial de l'Auto 2022 : Alpenglow, le concept-car qui annonce le futur d'Alpine, su renaultgroup.com.
23. ↑   L'Alpine Alpenglow est un concept de voiture de course à l'hydrogène, su topgear-magazine.fr.
24. ↑   Alpine donne un aperçu de son futur avec Alpenglow, su franceracing.fr.
25. 1 2   Nouveau concept car Alpine Alpenglow R-DAM qui annonce la future orientation de la marque, su guide-autosport.com.
26. ↑   Alpenglow (Design), su alpinecars.fr.
27. ↑   Guillaume Alvarez, in L'Auto-Journal avec Sport Auto. URL consultato l'8 marzo 2023.
28. ↑   Thibaut Emme, Mondial 2022 : concept Alpine Alpenglow, su leblogauto.com.
29. ↑   Alpine Alpenglow, un V8 pour ce concept à hydrogène ?, su moteurnature.com.
30. ↑   Hugo Quintal, Alpine Alpenglow (2022) : une hypercar du futur à hydrogène, su turbo.fr.
31. 1 2   Dominique Dricot, L’Alpenglow Hy4 présentée dans le paddock de Francorchamps, su autohebdo.fr.
32. ↑   Michaël Torregrossa, La voiture à hydrogène d'Alpine cale au démarrage, su h2-mobile.fr.
33. 1 2   Vincent Foultier, Alpine Alpenglow Hy4 (2024). Vidéo, photos et infos techniques du nouveau prototype à hydrogène, su L'Argus.
34. 1 2 3   Emmanuel Touzot, Alpine Alpenglow HY4 : quels défis pour l'hypercar à moteur hydrogène ?, su h2-mobile.fr.
35. ↑  (EN) Alpine Alpenglow Hy4: a rolling prototype with a hydrogen-powered internal combustion engine that will excite motorsport fans, su Newsroom Alpine, 10 / 05 / 2024 10:00 am. URL consultato il 30 maggio 2024.
36. 1 2   Gilles Rousset-Favier, Alpine lève le voile sur son prototype hydrogène Alpenglow Hy4 lors des 6 Heures de Spa-Francorchamps !, su Automobile Magazine.
37. ↑   Michaël Torregrossa, Alpine Alpenglow Hy4 : voici la nouvelle Alpine à moteur hydrogène, su h2-mobile.fr.
38. ↑   Maxime Duchemin, Alpine Alpenglow Hy4 : le concept est toujours en vie et il roule !, su Turbo.
39. ↑   Steven Appelmans, Alpine Alpenglow HY4 : la course à l'hydrogène, su moniteurautomobile.be.
40. 1 2 3   François-Xavier de Gébert, Alpine Alpenglow HY4 : Bruno Famin révèle les détails techniques - Les Alpinistes, su lesalpinistes.com.
41. ↑   Cédric Pinatel, L’Alpine Alpenglow Hy4 (2024) refuse d’abandonner l’hydrogène, su caradisiac.com.